# Gloria Hendry
Gloria Hendry, född 3 mars 1949 i Winter Haven i Florida, är en amerikansk skådespelerska.
Hon debuterade 1968 i Sidney Poitiers film For Love of Ivy. Hennes stora genombrott kom 1973 som den lättklädda CIA-agenten Rosie Carver i den åttonde brittiska Bondfilmen Leva och låta dö. Därefter fick hon roller i blaxploitationfilmer såsom Black Caesar 1973 och Hell Up in Harlem 1974.